# Álvaro Vilarim
Álvaro de Sá Ferraz Gomes Vilarim (Floresta, 16 de setembro de 1996), conhecido como Álvaro Ferraz Vilarim, é um jornalista, editor de texto, produtor e repórter de televisão brasileiro. Atualmente, integra a equipe da TV Guararapes, afiliada à RECORD em Pernambuco, onde atua como editor de texto dos programas jornalísticos da emissora, como o Balanço Geral PE.

## Biografia e carreira
Filho de Ancilon Vilarim e Claudiana Ferraz, Álvaro Vilarim cresceu em Floresta, Pernambuco, onde concluiu sua alfabetização e o ensino fundamental no Colégio Diocesano. Continuou seus estudos no Instituto Federal de Educação, Ciência e Tecnologia do Sertão Pernambucano (IF Sertão PE), onde se formou como Técnico em Agropecuária em 2014.
Aos 18 anos, Álvaro foi aprovado no vestibular da Universidade Católica de Pernambuco (Unicap) para o curso de Jornalismo, onde se destacou, sendo laureado em 2019. Durante sua graduação, teve passagens importantes por veículos de comunicação como estagiário. No Minuto Unicap – boletim jornalístico da universidade transmitido nos intervalos da Globo Pernambuco –, no jornal Diario de Pernambuco – colaborando com o caderno especializado em automóveis  –, e por fim, na então TV Clube/Record TV, onde foi efetivado após concluir sua graduação.
Seu Trabalho de Conclusão de Curso (TCC) foi um documentário intitulado Ser(tão) Vaqueiras, que aborda a vida das mulheres vaqueiras do sertão pernambucano, mostrando os desafios enfrentados em um meio tradicionalmente dominado por homens. O projeto retratou, com sensibilidade, a luta por espaço e respeito dentro da cultura nordestina.
Na TV Guararapes, além de atuar como editor de texto, Álvaro também cobre reportagens e faz entradas ao vivo, especialmente trazendo histórias com um olhar voltado para o sertão, como a tradicional Missa do Vaqueiro de Floresta e reportagens que mostram o impacto das chuvas na vida dos sertanejos. Ele também participa de transmissões ao vivo direto da redação durante o Balanço Geral PE Manhã.